# چاه گلشنی (سربیشه)
چاه گلشنی یک منطقهٔ مسکونی در ایران است که در دهستان درح واقع شده‌است.